# Trebbiano

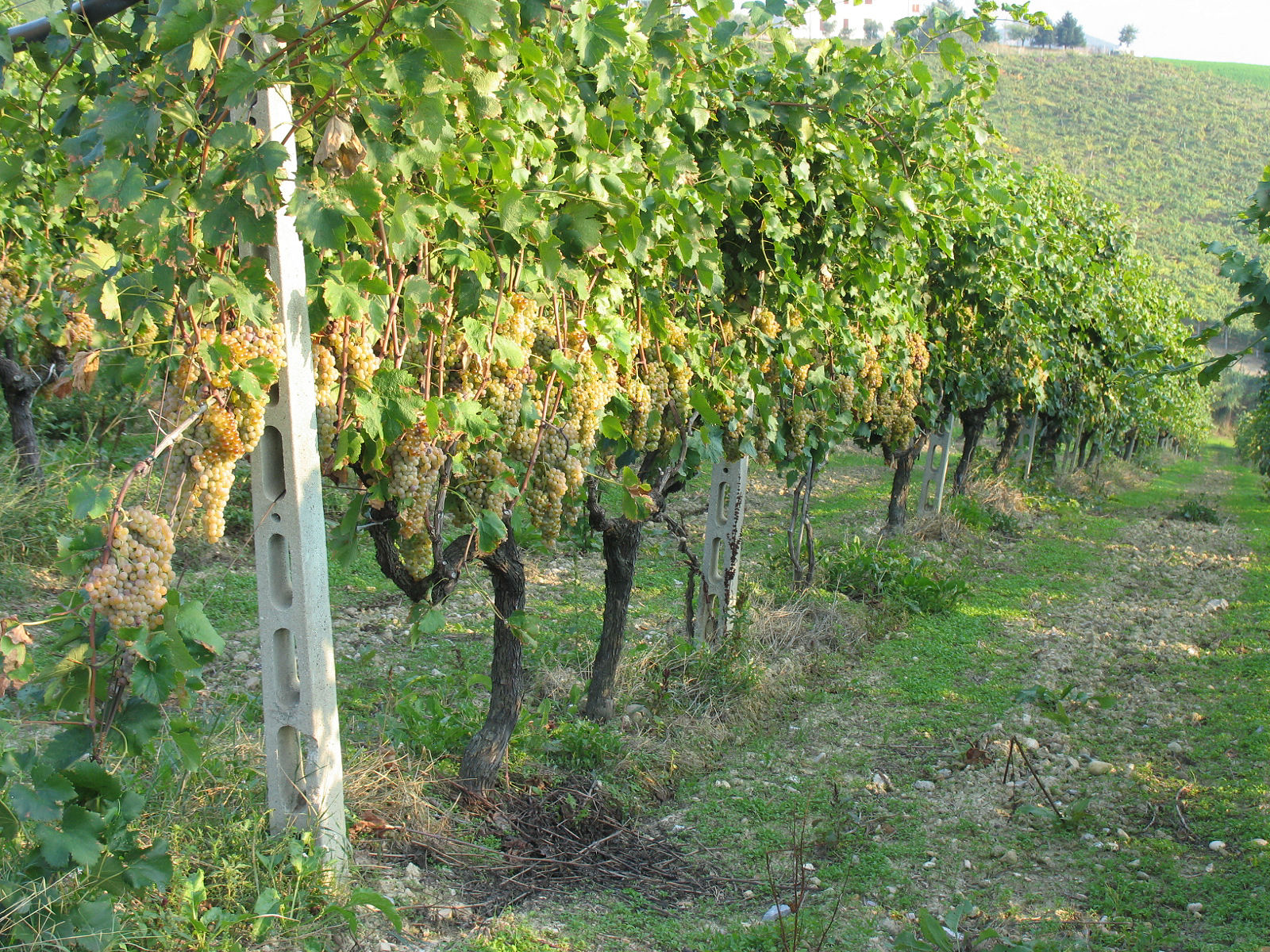
Uvas trebbiano crecen en Las Marcas, Italia.

La trebbiano es una variedad italiana de vid (Vitis vinifera) blanca. Proporciona buenas cosechas, pero el vino que se elabora con ella es poco distinguido. Puede ser fresco y afrutado, pero no se conserva durante mucho tiempo. Su alta acidez hace que sea importante en la producción de coñac. También se la llama ugni blanc y tiene otros muchos nombres (saint émilion, white hermitage, white shiraz) que refleja una familia de subtipos locales, particularmente en Italia y Francia.

## Historia
La trebbiano puede que se originara en el Mediterráneo Oriental, y era conocida en Italia ya en los tiempos de los romanos. Un subtipo se reconoció en Bolonia en el siglo XIII, y como ugni blanc viajó a Francia, posiblemente durante el retiro papal a Aviñón en el siglo XIV.

## Distribución y vinos

### Argentina
Como muchas uvas italianas, la trebbiano llegó a Argentina con inmigrantes italianos a fines del siglo XIX.

### Australia
Conocida como white hermitage llegó a Australia con James Busby en 1832. Las principales plantaciones están en Nueva Gales del Sur y en Australia del Sur, donde se usa principalmente para brandy y para mezclar con otras uvas en vino de mesa.

### Bulgaria
En Bulgaria, al igual que en Portugal, se la conoce como thalia.

### Francia
La ugni blanc es la variedad blanca más plantada de Francia, encontrándose especialmente a lo largo de la costa provenzal, en la Gironda y Charente. También se la conoce como clairette ronde, clairette de Vence, queue de Renard y en Córcega como rossola. La mayor parte del vino de mesa es vulgar y a menudo se mezcla o se transforma en alcohol industrial.
Con el nombre de saint émilion, la trebbiano es importante en la producción de brandy, siendo la variedad de uva más común en el coñac y el armañac. En la región Armañac / Côtes de Gascogne se usa también en el blanco Floc de Gascuña.

### Italia
La familia trebbiano abarca alrededor de un tercio de todo el vino blanco de Italia. Se menciona en alrededor de 80 de las DOC de Italia, aunque tiene solo seis propias: Trebbiano d'Abruzzo,  Trebbiano di Aprilia,  Trebbiano di Arborea,  Trebbiano di Capriano del Colle,  Trebbiano di Romagna y Trebbiano Val Trebbia dei Colli Piacentini. 
Quizá la mezcla más exitosa de trebbiano son los blancos Orvieto de Umbría, que usan un clon local llamado procanico.
La trebbiano se usa también para producir aceto balsámico.

### Portugal
Como en Bulgaria, la variedad es conocida como thalia.

### Estados Unidos
Los inmigrantes italianos llevaron la trebbiano a California, pero rara vez se encuentra como un vino de mesa monovarietal.

### Uruguay
Durante la Segunda Guerra Mundial, Francia se endeudó con Uruguay; incapaz de devolver su deuda directamente, en 1946 el Gobierno francés construyó en la localidad de Juanicó un viñedo de cepas ugni blanc, una bodega y una destilería, y enseñó a los uruguayos cómo hacer vino y cómo destilar el vino para hacer coñac. Desde ese entonces, en Uruguay se produce la bebida destilada coñac juanicó.
Ugni Blanc es, a su vez, la uva más difundida entre los vinos blancos de mesa en Uruguay

## Vid y viticultura
La vid es vigorosa y de alto rendimiento, con largos racimos cilíndricos de bayas de gruesa piel que producen mosto amarillo ácido.

## Sinónimos
La trebbiano tiene varios sinónimos, como albano, biancone, blanc auba, blanc de cadillac, blancoun, bobiano, bonebeou, branquinha, brocanico, bubbiano, buriano, buzzetto, cadillac, cadillate, castelli, castelli romani, castillone, chator, clairette d'Afrique, clairette de Vence, clairette ronde, engana rapazes, espadeiro branco, falanchina, greco, gredelin, hermitage white, juni blan, lugana, malvasía fina, muscadet aigre, padeiro branco, perugino, procanico, procanico dell'isola d'Elba, procanico portoferraio, queue de Renard, romani, rossan de Nice, rossetto, rossola, rossula, roussan, roussea, rusciola, saint emilion, saint emilion des Charentes, santoro, shiraz white, spoletino, talia, trebbianello, trebbiano, trebbiano della fiamma, trebbiano di Cesene, trebbiano di Empoli, trebbiano di Lucca, trebbiano di Tortona, trebbiano fiorentino, trebbiano toscano, trebbianone, tribbiano, tribbiano forte, turbiano, ugni blanc, bouan, beau, thalia, trebbiano di Soave, trebbiano romagnolo, trebbiano gallo y trebbiano d'Abruzzo.
La trebbiano comparte algunos sinónimos con la uva de vino española viura, que son queue de Renard, rossan, ugni blanc y gredelín/gredelin.